# Eduard Hitzig
Julius Eduard Hitzig (født 6. februar 1838 i Berlin, død 20. august 1907 i Skt Blasien, Baden) var en tysk nervelæge, søn af Friedrich Hitzig.
Hitzig studerede i Berlin og Würzburg, tog doktorgraden i Berlin 1862 (De ureæ origine) og var en tid privatdocent dér, indtil han 1875 udnævntes til ordinær professor i Zürich og direktør for sindssygeanstalten der.
Han forflyttedes 1879 til anstalten Nietleben ved Halle og overtog et ordinært professorat ved denne bys universitet. 1885 blev han direktør for universitetets nerve- og sindssygeklinik sammesteds. 
Han skrev særdeles mange afhandlinger, der samledes i Physiologiske und klinische Untersuchungen über das Gehirn (2 bind 1904). 